# 14 kilómetros
14 kilómetros è un film del 2007 diretto da Gerardo Olivares.

## Trama
Violeta è una giovane ragazza che decide di fuggire dal Mali quando la famiglia organizza il suo matrimonio con un anziano del luogo. Decisa a migrare in Europa viene presto derubata di tutti suoi averi dopo esser capitata per errore in un hotel in cui le ragazze si prostituiscono. Rimessasi in viaggio, si unisce ai fratelli Biru, provenienti dal Niger. Il loro viaggio li porterà ad attraversare con molte difficoltà il deserto del Ténéré e a scontrarsi con le autorità algerine e marocchine, per approdare finalmente in Spagna come immigrati clandestini.

## Stile
Il film, realizzato con pochi mezzi, è girato con un certo stile documentaristico, ricordando pellicole come Viaggio a Kandahar. Più che concentrarsi su una vera e propria trama o sui personaggi, mostra allo spettatore le mille difficoltà che comporta migrare dalle regioni più interne dell'Africa verso l'Europa.